# Bisdom Mananjary
Het bisdom Mananjary (Latijn: Dioecesis Mananiariensis) is een rooms-katholiek bisdom met als zetel Mananjary, in Madagaskar. Het bisdom is suffragaan aan het aartsbisdom Fianarantsoa. 

## Geschiedenis
Het bisdom werd opgericht op 9 april 1968, uit delen van het aartsbisdom Fianarantsoa en het bisdom Tamatave. 

## Parochies
Het bisdom had in 2021 een oppervlakte van 14.270 km2 en telde 2.041.875 inwoners waarvan 9,2% rooms-katholiek was.

## Bisschoppen
- Robert Lucien Chapuis (9 april 1968 - 29 december 1973)
- François Xavier Tabao Manjarimanana (20 november 1975 - 24 mei 1999)
- José Alfredo Caires de Nobrega (30 oktober 2000 - heden)